# Heinrich Wilhelm von Zedlitz und Leipe
Heinrich Wilhelm von Zedlitz und Leipe(auch Zedlitz-Leipe) (geb. 4. August 1711 in Kreisau, Fürstentum Schweidnitz; gest. 19. April 1789 in Teichenau, Landkreis Schweidnitz) war ein preußischer Landrat.

## Leben

Stammwappen derer von Zedlitz

Heinrich Wilhelm von Zedlitz und Leipe war Angehöriger des alten schlesischen Adelsgeschlechts Zedlitz. Er war ein Sohn des Sigismund von Zedlitz und Leipe (1659–1726), Erbherr auf Pfaffendorf, und Wüstewaltersdorf und ab 1701 auf Kreisau und dessen Ehefrau Hedwig Juliane (1686–1734), geb. von Rohr. Nach dem Besuch von Schulen in Schweidnitz, Striegau und Breslau immatrikulierte er sich im Juli 1728 an der Universität Frankfurt (Oder). Nach Ende des Studiums unternahm er eine Reise durch Teile von Deutschland, Holland und Frankreich. In der Heimat zurückgekehrt, widmete er sich wohl der Landwirtschaft. 1753 fand er Erwähnung als Deputierter. Nach der Wahl durch die Stände wurde er Ende Dezember 1756 (resp. ab 19. Januar 1757) zum Nachfolger seines verstorbenen Bruders Carl Siegmund von Zedlitz und Leipe als Landrat des Landkreises Schweidnitz ernannt. Heinrich Wilhelm von Zedlitz und Leipe saß zu dieser Zeit auf Wüstewaltersdorf und genoss offenbar großes Vertrauen durch Friedrich II. Seinen krankheitsbedingten Abschied vom Amt als Landrat nahm er 1766.

## Persönliches
Heinrich Wilhelm von Zedlitz und Leipe hatte zwei Brüder, Carl Siegmund von Zedlitz und Leipe (1703–1756) und Friedrich Moritz von Zedlitz und Leipe (1709–1793). Am 19. Oktober 1735 heiratete er in erster Ehe Helene Dorothea († 17. Mai 1753), geb. von der Heyde, aus dem Hause Habendorf. Die 18-jährige Ehe blieb kinderlos. In zweiter Ehe vermählte er sich am 1. Mai 1754 mit Helene Christiane Tugendreich (* 1730; † 13. März 1785), geb. von Eckardtsberg und Weistrup, aus dem Hause Nieder Zauche. Der einzige Sohn aus dieser Ehe Friedrich Wilhelm von Zedlitz und Leipe wurde 1769 geboren und verstarb 1787 während seines Aufenthalts an der Universität Halle. Den Verlust des Sohnes glich er später durch Adoption seines Neffen Otto Ferdinand von Zedlitz aus, der sich am 22. April 1788 mit Helene Friederike Johanne von Erlach vermählte.

## Ergänzendes
Heinrich Wilhelm von Zedlitz und Leipe erwarb neben Wüstewaltersdorf im Jahr 1775 noch Teichenau, das ehemals kursächsisches Lehen war.